# Петрокорбівська сільська рада
| Петрокорбівська сільська рада — колишній орган місцевого самоврядування у Новгородківському районі Кіровоградської області з адміністративним центром у с. Петрокорбівка. Сільській раді підпорядковані населені пункти: - с. Петрокорбівка - с. Білопіль - с. Дубівка - с. Корбомиколаївка |

## Склад ради
Рада складається з 12 депутатів та голови.

### Керівний склад ради
| ПІБ                    | Основні відомості                                                                                         | Дата обрання | Дата звільнення |
| ---------------------- | --- | ------------ | --------------- |
| Шепеленко Зоя Павлівна | Сільський голова, 1960 року народження, освіта, позапартійна                                              | 26.03.2006   | 31.10.2010      |
| Шепеленко Зоя Павлівна | Сільський голова, 1960 року народження, освіта середня спеціальна, Всеукраїнське об'єднання «Батьківщина» | 31.10.2010   |                 |

Примітка: таблиця складена за даними джерела

## Населення
Згідно з переписом УРСР 1989 року чисельність наявного населення сільської ради становила 981 особа, з яких 469 чоловіків та 512 жінок.
За переписом населення України 2001 року в сільській раді мешкало 905 осіб.

### Мова
Розподіл населення за рідною мовою за даними перепису 2001 року:
| Мова       | Відсоток |
| ---------- | -------- |
| українська | 97,66 %  |
| російська  | 1,56 %   |
| білоруська | 0,56 %   |
| молдовська | 0,11 %   |
| угорська   | 0,11 %   |